# Policía de Seguridad lituana
La Policía de Seguridad lituana, también conocida como Saugumas (en lituano: Saugumo policija), fue una fuerza policial local que operó en la Lituania ocupada por los alemanes de 1941 a 1944, en colaboración con las autoridades de ocupación. En colaboración con la SiPo (Policía de Seguridad) y el SD (agencia de inteligencia de las SS), la unidad estaba directamente subordinada a la KriPo (Policía Criminal). La Saugumas participó en la perpetración del Holocausto en Lituania, persiguiendo a la resistencia polaca y a la clandestinidad comunista.

## Antecedentes y formación
Cuando la Unión Soviética ocupó Lituania el 15 de junio de 1940, el Ministerio del Interior de Lituania fue liquidado y reemplazado por la NKVD soviética. Muchos exempleados del Ministerio fueron arrestados y encarcelados como supuestos enemigos del pueblo. Cuando la Alemania nazi invadió la Unión Soviética el 22 de junio de 1941, los lituanos organizaron un levantamiento antisoviético en junio con la esperanza de poder restaurar la independencia de Lituania. Por lo tanto, comenzaron a restaurar las instituciones estatales presoviéticas bajo el Gobierno Provisional de Lituania. El 24 de junio de 1941, el Gobierno Provisional restableció el Ministerio del Interior de antes de la guerra con tres departamentos: Seguridad del Estado, Policía y Prisiones. El Departamento de Seguridad del Estado estuvo encabezado por Vytautas Reivytis. El gobierno pidió a todos los que trabajaban allí antes del 15 de junio de 1940 que se presentaran al servicio. Muchos de ellos acaban de salir de las cárceles soviéticas.
Después de la invasión alemana de Lituania, se hizo evidente que los alemanes no tenían intención de otorgar autonomía a Lituania y el Gobierno Provisional fue disuelto el 5 de agosto de 1941. Al mismo tiempo, la policía y los organismos de inteligencia restaurados durante el período de transición resultaban útiles y se incorporaron al sistema de seguridad alemán. El antiguo Departamento de Seguridad del Estado se reorganizó en la Policía de Seguridad lituana.

## Organización

### Estructura externa
La policía en la Lituania ocupada por los alemanes estaba formada por unidades alemanas y lituanas, pero separadas. Las organizaciones policiales alemanas más importantes fueron la SiPo (Policía de Seguridad, en alemán: Sicherheitspolizei) y el SD (Servicio de Seguridad, en alemán: Sicherheitsdienst), comandados por Karl Jäger y con sede en Kaunas, y la Policía Uniformada (en alemán: Schutzpolizei). Las principales organizaciones policiales de Lituania eran la Policía Pública, la Policía Criminal y de Seguridad de Lituania (combinadas a finales de 1942 en una sola fuerza), las Destacamentos de Protección de Lituania (Schutzmannschaft de Lituania), la Policía de Ferrocarriles y los bomberos. Las organizaciones policiales lituanas estaban subordinadas a sus respectivas contrapartes alemanas. Las vecinas Letonia y Estonia no tenían un equivalente a la Saugumas.
La Saugumas dependía de la SiPo alemana y del SD. Tenía autoridad para condenar a los sospechosos hasta los tres años. Las condenas más graves tenían que ser revisadas y aprobadas por Karl Jäger, quien siempre aumentaba las condenas. Wilhelm Fuchs, el nuevo comandante del Einsatzkommando 3, quería liquidar la Saugumas e incorporarla a la policía alemana, pero Stasys Čenkus le escribió una carta defendiendo la utilidad de la Saugumas y finalmente no se hizo.

### Estructura interna
El jefe de la Policía Criminal y de Seguridad de Lituania era Stasys Čenkus, un agente de la Abwehr. Mantuvo este cargo hasta el final de la ocupación alemana. Sus asistentes adjuntos eran el jefe de la Policía de Seguridad Kazys Matulis y el secretario personal Vytenis Stasiškis. Petras Pamataitis encabezaba la Policía Criminal.
La Saugumas tenía una plantilla de aproximadamente 400 personas, 250 de ellas en Kaunas y alrededor de otras 130 en Vilna. Muchos de sus miembros procedían de la organización fascista Geležinis Vilkas (Lobo de Hierro). A modo de comparación, en diciembre de 1943, la SiPo y el SD alemanes tenían 112 empleados en Kaunas y 40 empleados en Vilna. La Policía Criminal y de Seguridad de Lituania combinadas tenían 886 empleados en 1943.
La Saugumas tenía su sede en Kaunas. La sede se dividió en varios departamentos: Organización (reclutamiento y selección de empleados), Económico y Financiero (administración general) e Información (informes recopilados de otros departamentos y agencias, registro creado de enemigos estatales, archivo organizado).
La Saugumas tenía seis delegaciones regionales en Kaunas (encabezadas por Albinas Čiuoderis), Vilna (Aleksandras Lileikis), Šiauliai (Juozas Pakulis), Ukmergė (Aleksandras Braziukaitis), Marijampolė (Petras Banys) y Panevėžys (Antanas Liepa). Las delegaciones regionales generalmente tenían siete departamentos:
- Departamento de vigilancia: edificios vigilados y cárceles.
- Departamento general - funciones administrativas generales.
- Departamento de información: examinaba a los solicitantes de instituciones gubernamentales, recopilaba información operativa, creaba listas de enemigos del estado, recopilaba información sobre las actitudes políticas de la población local, preparaba informes y publicaciones.
- Departamento comunista: recopilaba información sobre comunistas y partisanos soviéticos, arrestaba e interrogaba a sospechosos, reclutamiento de agentes.
- Departamento polaco: investigaba las actividades de las organizaciones polacas ilegales, arrestaba e interrogaba a los sospechosos, reclutamiento de agentes.
- Departamento de Minorías Étnicas: actividades investigadas de rusos, bielorrusos y otras minorías étnicas.
- Departamento de reconocimiento.

Las delegaciones regionales a veces tenían un conjunto diferente de departamentos, por ejemplo, la delegación de Kaunas tenía un departamento separado para las organizaciones de derechas.

## Actividades

### Persecución de comunistas y resistencia polaca
La tarea inicial de la Saugumas fue identificar y arrestar a los comunistas. Durante los primeros meses de la ocupación alemana, el Departamento comunista de Vilna, encabezado por Juozas Bagdonis, estuvo especialmente activo. En los documentos de 1941 este departamento a veces es conocido como la sección judeo-comunista (Komunistų-žydų sekcija). Este departamento era responsable de espiar, arrestar e interrogar a comunistas, miembros del Komsomol, extrabajadores del gobierno soviético, colaboradores del NKVD, judíos y partidarios de judíos. En Kaunas, la Saugumas arrestó a unos 200 comunistas; unos 170 de ellos estaban en una lista de comunistas conocidos. El 26 de junio de 1941, este grupo fue trasladado al 7.º fuerte y ejecutado. Al día siguiente, los alemanes prohibieron a los lituanos ordenar ejecuciones de forma independiente.
A medida que la guerra continuaba, la atención se centró en las operaciones contra los partisanos soviéticos y la resistencia polaca, particularmente activa en el este de Lituania. En febrero de 1942, la SiPo y el SD ordenaron el registro de la intelectualidad polaca (véase la lista de proscripción).

### Persecución de judíos
Artículo principal: Holocausto en Lituania
Durante las primeras semanas de la ocupación alemana, la Saugumas se centró en perseguir a los comunistas independientemente de su nacionalidad. En ese momento, los judíos eran perseguidos solo si participaban en actividades comunistas. Los miembros de la Saugumas recopilaron al menos algunas pruebas para respaldar el cargo. Sin embargo, eso cambió rápidamente y los judíos fueron perseguidos por su origen étnico. La Saugumas apuntó a judíos y presuntos judíos, partidarios de judíos, personas que evadían el encarcelamiento en los guetos, fugitivos de los guetos o quienes violaban las leyes raciales nazis.
Las actividades de los departamentos de la Saugumas en las principales ciudades (Vilna, Kaunas) y en las provincias diferían en principio. Los oficiales de la Saugumas en las principales ciudades estudiarían con mayor frecuencia casos más complicados de carácter político y estratégico, por lo que no participarían directamente en las matanzas masivas de judíos. Después de los interrogatorios, los judíos eran entregados a la Gestapo o a otra fuerza colaboracionista lituana llamada Ypatingasis būrys, que luego los transportaba al lugar del asesinato en masa de Paneriai o a otros lugares de ejecución en masa. Los miembros de la Saugumas en la provincia asumieron un papel activo en el Holocausto y, en conjunto, fueron más activos. Aquí, los funcionarios de la Saugumas no solo realizarían los interrogatorios, sino que también organizarían detenciones masivas, transportarían a los judíos a los lugares de encarcelamiento o ejecución y llevarían a cabo las ejecuciones. Como se estima que el 80% de los judíos lituanos fueron asesinados a finales de 1941, el problema judío perdió su importancia.

## Posguerra
Al final de la guerra, muchos miembros de la Policía de Seguridad lituana huyeron a Europa Occidental, en particular a Alemania. En 1955, el excomandante de Vilna, Aleksandras Lileikis, emigró a los Estados Unidos, donde obtuvo la ciudadanía, de la que fue despojado en 1996. En Lituania, el juicio de Lileikis fue pospuesto varias veces debido a su mala salud; murió a los 93 años sin ser juzgado. Lileikis concedió entrevistas a la prensa y publicó un libro de memorias en el que negó haber actuado mal.
Kazys Gimžauskas, subordinado de Lileikis, que regresó a Lituania después de que las autoridades estadounidenses comenzaran a investigarlo en 1996, fue condenado en 2001 por participación en genocidio. En 2006, Algimantas Dailidė fue condenado en Lituania por perseguir y arrestar a dos polacos y 12 judíos mientras era miembro de la Policía de Seguridad lituana.